# Zoysia macrostachya
Zoysia macrostachya är en gräsart som beskrevs av Adrien René Franchet och Paul Amédée Ludovic Savatier. Zoysia macrostachya ingår i släktet Zoysia och familjen gräs. Inga underarter finns listade i Catalogue of Life.